# Rangzen Shonu
Rangzen Shonu tibétain རང་བཙན་གཞོན་ནུ་, Wylie : rang btsan gzhon nu signifiant liberté de la jeunesse, est un groupe de rock tibétain fondé en 1987. Le groupe s'est formé en exil en Inde et a été l'un des premiers groupes à rencontrer un succès en reliant les musiques tibétaine et occidentale. Le groupe formé de Tenzin Choesang, Norbu Choephel et Paljor Phurbatsang jouent des chansons écrites par le Pr. Ngawang Jinpa.
Rangzen Shonu doit sa renommée principalement à un son particulier avec des textes en tibétain accompagné par des guitares acoustiques plutôt que des instruments de musique tibétaine. En 1987, Rangzen Shonu sorti un album éponyme avec une musique moderne populaire tibétaine. Cet album a reçu le prix du meilleur album aux Tibetan Music Awards en 2003.
Dadon, une célèbre chanteuse tibétaine du Tibet, a intégré certains styles de Rangzen Shonu après avoir entendu une cassette entrée clandestinement à Lhassa en 1988. 